# Olushegun Bakari
Olushegun Adjadi Bakari est un banquier, entrepreneur et homme politique béninois. Il a débuté sa carrière dans le secteur bancaire en France, où il est progressivement passé du soutien à de grands groupes automobiles au financement de projets en Afrique. Sa participation au financement de plusieurs projets en Afrique le pousse à retourner sur le continent qu'il avait quitté pour ses études.
Il rallie d'abord leTogo, où il est nommé conseiller présidentiel de 2016 à 2021. Il quitté ce poste pour retourner au Bénin, où il a été nommé le 6 juin 2023 ministre béninois des Affaires étrangères,,,.

## Biographie
Origine et études
Olushegun Adjadi Bakari est né à Pointe-Noire, au Congo, en 1979, de parents béninois. Sa famille retourne au Bénin l'année d'après sa naissance et il passé toute son enfance dans le pays et y débute ses études.
Après son baccalauréat avec mention obtenu en 1997, il passe l'examen d'entrée à l'Institut National d'Economie (INE), aujourd'hui École nationale des sciences économiques appliquées et de gestion (ENEAM). Il obtient la bourse recherchée pour étudier les statistiques dans cette école. Étudiant engagé pendant son cursus, il est élu président du Bureau des étudiants et devient l'un des dirigeants de la Fédération Nationale des Etudiants du Bénin (FNEB).
Après avoir décroché son diplôme de l'INE en 2000, il travaille pendant 18 mois dans une entreprise familiale, le Centre touristique Bimyns, qui abrite également une radio appelée Radio Weke. Cette première expérience professionnelle, axée sur le commerce, permet à Olushegun Bakari de découvrir le Nigeria, où il se rend, pour les besoins du business familial. Après cette expérience, il passe plusieurs mois dans un kibboutz en Israël dans le cadre d'un programme d'échange avec de jeunes Africains ayant pour but de leur faire découvrir la culture et l'économie israéliennes. Cette expérience le pousse à cultiver une capacité d'adaptation qui lui permettra dans le futur de s'intégrer dans différents environnements, notamment professionnels.
Il part ensuite en 2002 pour étudier en France. Il y décroche un master en mathématiques appliquées aux sciences sociales à l'université de Lille, puis un master en finance à l'École supérieure de commerce de Lille (aujourd'hui SKEMA).
Banquier en France
Au cours de sa dernière année d'études, il effectue un stage en alternance au sein du groupe de prévoyance Vauban, qui fusionnera avec Humanis en 2006. Olushegun Bakari sera ensuite repéré et recruté par ALD Automotive, une filiale du groupe Société Générale. Il y reste deux ans avant de rejoindre BMW France en tant que directeur financier. Après cette expérience, il revient à la Société Générale en 2008. Il intègre le département Finance et Stratégie, où il occupée le poste de superviseur des résultats du groupe. Il devient ensuite responsable stratégique des activités bancaires et financières. En 2011, il est nommé directeur général en charge des grands groupes automobiles français et gère des clients tels que Peugeot, Renault, Valeo et Michelin. Olushegun Adjadi Bakari sera ensuite nommé directeur en charge des activités de financement structurel de la Société Générale pour les pays africains. À ce poste, il aide les grandes entreprises françaises et européennes à réaliser des projets d'infrastructures énergétiques sur le continent africain. Olushegun Adjadi Bakari aura notamment à s'occuper de la centrale électrique Azura Edo au Nigeria et du projet du corridor de Nacala au Mozambique. De plus en plus en contact avec l'Afrique à la faveur de ces projets, il décide de retourner sur le continent. 
Retour en Afrique
Olushegun Adjadi Bakari quitte la Société Générale et rejoint le Togo en juillet 2016, comme conseiller du président, pour développer et mettre en œuvre une stratégie d'électrification et de transition énergétique, considérée comme l'une des plus ambitieuses du continent. Après cinq ans au Togo, il quitte son poste en 2021 pour retourner dans le secteur privé. Il participe à la création du fonds d'investissement Atif (Africa Transformation and Industrialization Fund), basé à Abu Dhabi. Le fonds investit dans M Auto, rebaptisé Spiro, une entreprise spécialisée dans les véhicules électriques. Pour mettre en œuvre la stratégie du groupe Atif, Olushegun Bakari est nommé PDG de Spiro. L'entreprise se développe dans 4 pays (Bénin, Togo, Rwanda, Ouganda) et, en l'espace de 15 mois, fait passer le nombre de motos électriques de 0 à 15 000 dans 3 pays, dont le Bénin. Il occupe ce poste lorsque le président béninois Patrice Talon décide de le nommer ministre conseiller pour les investissements.

### Carrière politique
Olushegun Adjadi Bakari a commencé sa carrière politique dans le milieu estudiantin. En tant que président du bureau des étudiants de son université, il a participé aux discussions au sein de la Fédération Nationale des Etudiants du Bénin (FNEB), qui servait souvent de passerelle vers la scène politique. Il s'est finalement engagé dans les élections présidentielles de 2016 au Bénin, apportant son soutien au candidat Abdoulaye Bio Tchané, qui a terminé 4e au premier tour avec 8,79 % des voix. Au second tour, le candidat a apporté son soutien à Patrice Talon, qui est devenu président au second tour.
Ministres des Affaires étrangères et vision de la diplomatie
Le 6 juin 2023, Olushegun Adjadi Bakari est nommé ministre des Affaires étrangères. Il passe plusieurs semaines à comprendre la diplomatie du Bénin et les changements qu'elle devait opérer. Il met ensuite en œuvre, avec son équipe, ce qu'il aime appeler la diplomatie 4D (Disponibilité, Diaspora, Numérique et Développement) et fait de l'impact économique un pilier essentiel de son action. Il met notamment le réseau diplomatique au service de l'identification et de l'attraction des investisseurs. Il est également un fervent partisan de l'intégration régionale pour laquelle il s'implique activement sans prôner un interventionnisme sans limite des organisations régionales. Un peu plus d'un an après sa prise de service, le Bénin devient le leader africain en termes de mobilité intracontinentale, avec un passeport qui donne accès sans Visa à 35 nations africaines. 